# Górzno (Ostrów Wielkopolski)
Pour les articles homonymes, voir Górzno (homonymie).
Górzno est une localité polonaise de la gmina rurale et du powiat d'Ostrów Wielkopolski en voïvodie de Grande-Pologne.

## Géographie

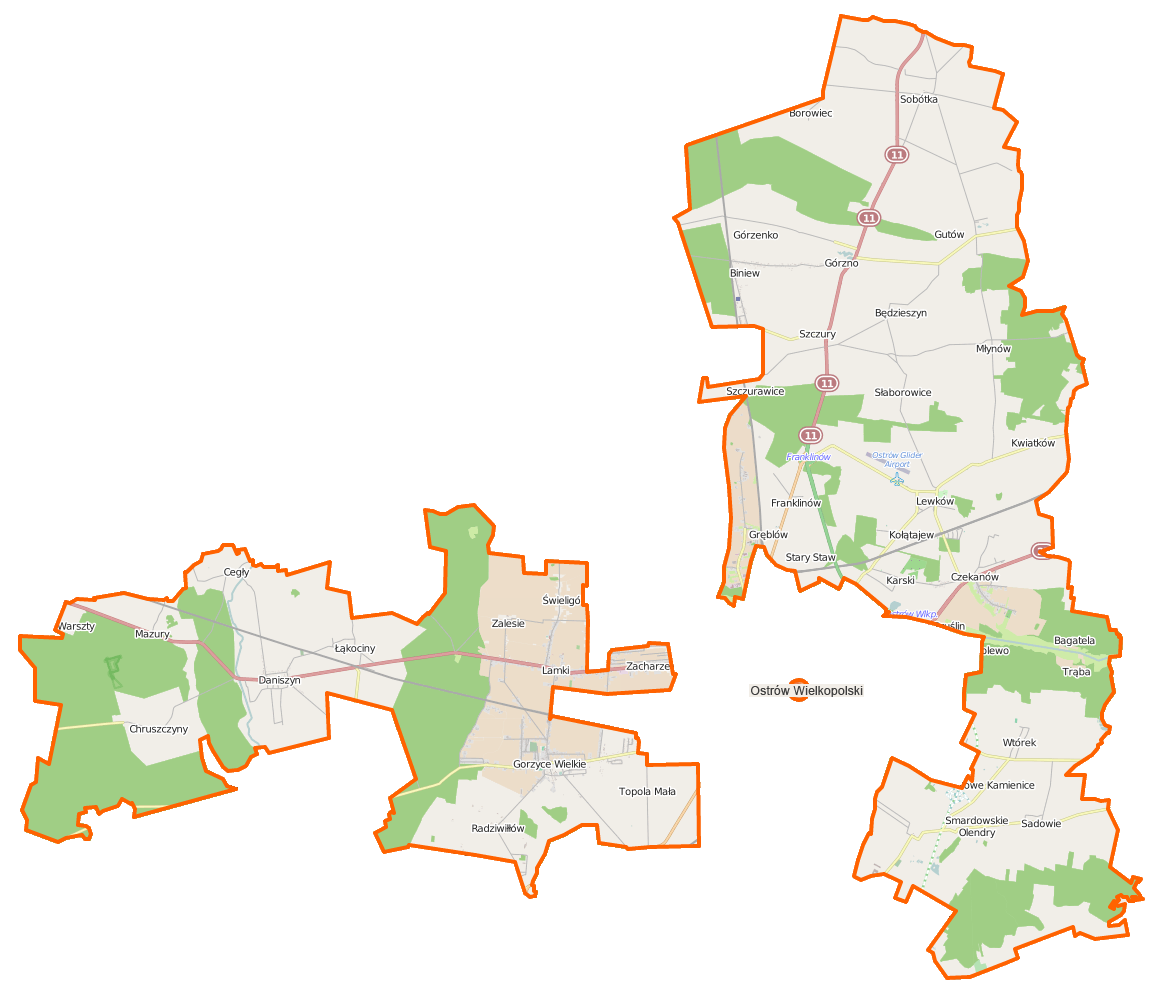
Carte de la gmina d'Ostrów Wielkopolski.